# José Ángel Moreno Castro
José Angel Moreno (Albacete, 2 d'octubre de 1976) és un futbolista castellanomanxec, que juga com a defensa.

## Trajectòria esportiva
Es va formar al planter de l'Albacete Balompié, tot jugant set partits a primera divisió la campanya 95/96, en la qual els manxecs van perdre la categoria.
La major part de la carrera del defensa es desenvolupa entre Segona B i Tercera, actuant en equips com el Binéfar, el CD Calahorra, l'Europa, el Premià o La Roda.